# Emmanuel Boleslaus Ledvina
Emmanuel Boleslaus Ledvina (* 28. Oktober 1868 in Evansville, Indiana; † 15. Dezember 1952) war ein US-amerikanischer Geistlicher und Bischof von Corpus Christi.

## Leben
Mariano Simon Garriga empfing am 18. März 1893 das Sakrament der Priesterweihe für das Bistum Vincennes.
Papst Benedikt XV. ernannte ihn am 30. April 1921 zum Bischof von Corpus Christi. Die Bischofsweihe spendete ihm der Bischof von Indianapolis, Joseph Chartrand, am 14. Juni desselben Jahres; Mitkonsekratoren waren der Bischof von Alexandria, Cornelius Van de Ven, und der Bischof von Dallas, Joseph Patrick Lynch. Sein Wahlspruch lautete In Domino Confido (deutsch: Auf den Herrn vertraue ich).
In seiner Amtszeit setzte er den Aufbau des Bistums fort. Er holte Priester aus dem Mittelwesten für die Seelsorge in seinem Bistum und ließ eine große Zahl von Kirchen und Kapellen errichten. Im Sommer 1940 weihte er die neu errichtete Kathedrale. Auf seine Einladung hin errichteten die Benediktiner aus Subiaco eine Niederlassung in Corpus Christi.